# レバノン (カンザス州)
レバノン（Lebanon）は、アメリカ合衆国カンザス州スミス郡の北部中央に位置する都市。
人口は218人（2010年国勢調査）である。
この都市には、1898年に測量によって、接続している（水域によって隔たっていない）米48州の geographic center として政府に認められた地点があり、そこにはそれを記念したモニュメントもある。
なお、「測量士による科学的検証により geographic center である事が正式に政府に認められ」などといった表現が見られることもあるようだが、どのようにそのような地点を決めるか、むしろ科学的には検証などできない。